# Bealînicî
Bealînicî (în belarusă Бялынічы) este un oraș din regiunea Moghilău, Republica Belarus. Este centrul administrativ al districtului Bealînicî. În 2024 avea o populație de 9.670 de locuitori.

## Personalități născute aici
- Aliaksandr Paǔlaǔ (n. 1984), fotbalist.